# 労働の解放をめざす労働者党
労働の解放をめざす労働者党（ろうどうのかいほうをめざすろうどうしゃとう、略称：労働者党、英: the Workers Party aiming for liberation of labor）は、2017年に結成された、新左翼系の日本の政治団体。前身はマルクス主義同志会。

## 概要
労働の解放をめざす労働者党（略称：労働者党）は、2017年4月に、前身の「サークル的な組織」であるマルクス主義同志会を解散し、「労働者党の再建」として結成された。
前身は、1984年結成の「社会主義労働者党」（略称：社労党）と、2002年に社労党を改称した「マルクス主義同志会」で、代表はいずれも林紘義。機関紙は継続して「海つばめ」（月2回刊）。
2017年10月の第48回衆議院議員総選挙では、神奈川県第11区に圷孝行（あくつ・たかゆき）を擁立したが、落選した。
2018年、2019年7月21日に投開票が予定されている第25回参議院議員通常選挙への確認団体としての候補擁立を決め、選挙区6人、比例区4人を擁立したが、結果は全員落選となった。

## 党勢

### 衆議院
| 選挙         | 当選/候補者 | 定数 | 得票数（得票率） | 得票数（得票率） |
| 選挙         | 当選/候補者 | 定数 | 選挙区           | 比例代表         |
| ------------ | ----------- | ---- | ---------------- | ---------------- |
| 第48回総選挙 | 0/1         | 465  | 3,133(0.01%)     | -                |

### 参議院
| 選挙           | 当選/候補者 | 非改選 | 定数 | 得票数（得票率） | 得票数（得票率） |
| 選挙           | 当選/候補者 | 非改選 | 定数 | 選挙区           | 比例代表         |
| -------------- | ----------- | ------ | ---- | ---------------- | ---------------- |
| 第25回通常選挙 | 0/10        | 0      | 245  | 75,317（0.15%）  | 80,055（0.16%）  |

## 組織
- 指導者：林紘義(2017年-2021年)→田口騏一郎(2021年-)
- 機関紙誌：『海つばめ』（隔週刊）・『プロメテウス』（不定期）
- 活動拠点：全国社研社（東京都練馬区）

## 思想
2017年4月 結党時の綱領で以下を主張。
- （目的）「我が党の究極の目標は、全世界における社会主義の勝利であり」「日本における社会主義をかちとることが我々の直接の目的である」（前文）
- （理念）「我々は綱領で従来の「社会主義」という言葉に代わって「労働の解放」という言葉を押し出し、また党名にも用いている」、「両者は基本的に同じ概念である」が「より深い労働者解放の理念として、「労働の解放」の概念を高く掲げる」
- （現状）「現代の世界は依然として帝国主義の支配する体制」
- （目標）「日本の労働者階級の目標は、（中略）直接に労働者の社会主義革命であるし、そうでなくてはならない」
- （社会主義の内容）「ブルジョアジーの階級支配が廃絶されなければならない」「階級の廃止とともに、一切の差別 - 人種、民族、身分、出生、性、心身障害、宗教等々による - も廃止される」
- （闘いの手段）「単なる宣伝や啓蒙ではなく、労働者の階級闘争であるが、しかし我々は新左翼などの急進主義者のように“暴力闘争”を自己目的とするものではなく、宣伝、啓蒙、組織化を階級闘争の発展の重要な契機として重視する。」
- 「他党派の階級的性格」
  - 自民党 - 「本質的に大独占の政党」「1990年代以降、再び反動派、国家主義派として結集」
  - 公明党 - 「典型的な小ブルジョア反動政党」
  - 民主党、民進党 - 「れっきとした「ブルジョア第二党」であり、ブルジョア的労働運動（連合の右翼的一部）とさえ結びついて」いる
  - 社民党 - 「平和主義的で無力なプチブル党」
  - 日本維新の会 - 「一貫して、ファシズム的体質さえ有する、無節操で反動的な扇動党派、ポピュリズム党派」
  - 日本共産党 - 「小ブルジョア民族派・民主派・改良派として、また“スターリニズム”の党として、独特のセクト性、反動性をもって」いる
  - 新左翼 - 1960年の安保闘争以後は、「小ブルジョア的反動性をさらけ出し、頽廃した」「内ゲバ、無意味な個人（もしくは集団）テロル等々はみなこの腐敗の表現である」
- 「具体的な要求」
  - 搾取労働・差別労働の即時・無条件の廃止
  - 労働運動、組合運動への抑圧・介入の排除
  - 不正・不公正な現行選挙制度と議会運営の根本的・徹底的な民主主義的改革
  - 一切の差別の即時廃止
  - 天皇制の無条件の廃絶
  - 医療、介護の無償化と社会化
  - すべての乳幼児の公的保育、私学の廃止
  - 独占資本の規制
  - 軍事費等の削減または全廃、労働者の税負担軽減
  - 農業等の大規模生産の組織化
  - 日本の原発事業の即時廃絶
  - 土地の国有化
  - 一切の軍事同盟の廃棄